# Medicago praecox
Medicago praecox es una especie botánica leguminosa del género Medicago. Es originaria de Eurasia.

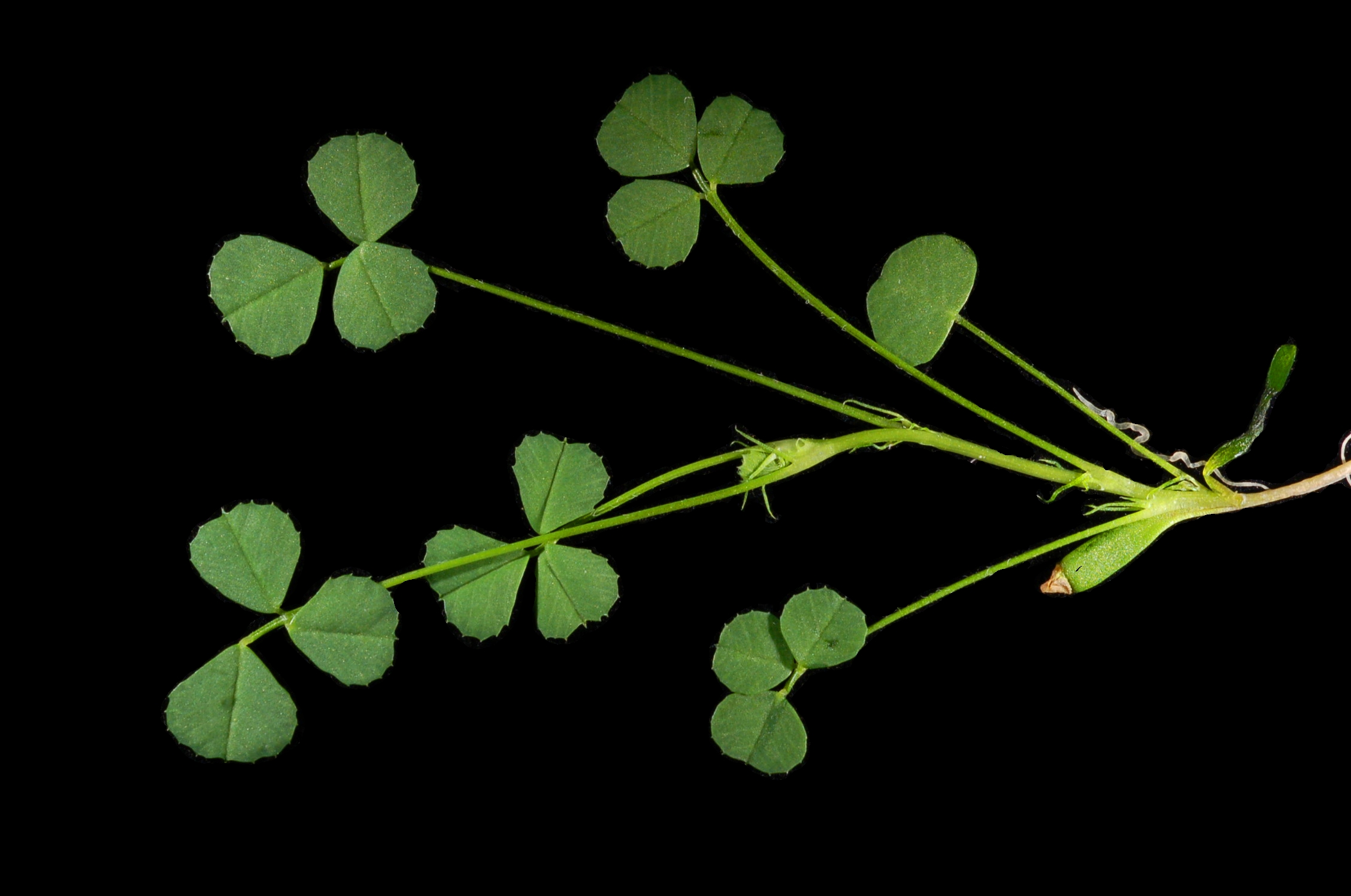
Detalle

## Descripción
Es una hierba anual, de procumbente a ascendente, ramificada en la base. Los tallos alcanzan un tamaño de 15-30 cm de altura. Hojas con folíolos de 2-9 x 3-7 mm, de orbiculares a obovados u obovado-oblongos. Las inflorescencias en racimos con 1-2 flores; en pedúnculo más corto que el pecíolo de la hoja contigua.  Fruto  ± discoideo. Semillas de 2,5 mm, ± anaranjadas. Tiene un número de cromosomas de 2n = 16; n = 8.

## Taxonomía
Medicago praecox fue descrita por Augustin Pyrame de Candolle y publicado en Catalogus plantarum horti botanici monspeliensis 123–124. 1813.
Etimología
Medicago: nombre genérico que deriva del término latíno medica, a su vez del griego antiguo: μηδική (πόα) medes que significa "hierba".
praecox: epíteto latíno que significa "de maduración temprana"
Sinonimia
- Medicago pontificalis Gennari	[5][6]